# Государственный симфонический оркестр Санкт-Петербурга
Госуда́рственный симфони́ческий орке́стр Санкт-Петербу́рга (аббр. ГСО СПб, до 1992 года — Ленингра́дский госуда́рственный конце́ртный орке́стр) — советский и российский симфонический оркестр, базировавшийся в Санкт-Петербурге (Ленинграде).

## История
Ленинградский государственный концертный оркестр был основан в 1969 году. Первая репетиция в первом составе была проведена в Ленинградском Доме культуры «Выборгский» 1 сентября 1968 года. 1 октября 1969 года оркестр выступил с первой программой «Песни, рождённые в Ленинграде» в «БКЗ Октябрьский». Основателем оркестра и бессменным его художественным руководителем и главным дирижёром на протяжении двадцати лет был Анатолий Бадхен. Коллектив работал в самых различных жанрах, записал музыку ко многим фильмам, в частности, «Его звали Роберт», «Семь невест ефрейтора Збруева», «Боба и слон», «Старая, старая сказка», «Попутного ветра, „Синяя птица“».
Под руководством Бадхена оркестр выпустил несколько долгоиграющих пластинок, среди записей — музыка Е. Доги, А. Петрова, Т. Хренникова, В. Гаврилина, И. Лученка и других советских композиторов. В октябре 1972 года оркестру присвоили звание Лауреата премии Ленинградской комсомольской организации, в 1976 году коллектив награждён Премией Ленинского комсомола, в 1985 — почётным дипломом XII Всемирного фестиваля молодёжи и студентов в Москве. В середине 1980-х оркестру дали звание Государственного.
Коллектив много гастролировал по Европе, выступал в авторских вечерах таких композиторов, как Мишель Легран, Вениамин Баснер и других. Последняя концертная поездка в старом составе была в сентябре 1989 года, когда Бадхен уже тяжело болел, 1 октября того же года его не стало.
В 1991 году главным дирижёром становится Андрей Аниханов. При нём в концертный репертуар оркестра помимо классики вошли сочинения таких молодых композиторов, как Леонид Десятников, Гия Канчели, Альфред Шнитке и других, в 1992-м коллектив переименован в Государственный симфонический оркестр Санкт-Петербурга.
С 1998 года главным дирижёром становится руководитель Петербургского камерного хора Николай Корнев.
В 2013 году решением комитета по культуре Санкт-Петербурга оркестр был фактически расформирован. Часть коллектива ушла в новый Симфонический оркестр Санкт-Петербурга, возглавляемый Сергеем Стадлером с 2013 года.
Остальная часть основала «продолжающий традиции» коллектив «Петербург-концерта» Эстрадно-симфонический оркестр им. А.С. Бадхена.

## Главные дирижёры
- Анатолий Бадхен (1969—1989)
- Андрей Аниханов (1991—1996[уточнить])
- Александр Полищук[англ.] (1996—1998[уточнить])[9]
- Николай Корнев (1998—2013)

## Дискография

### Ленинградский концертный оркестр, Анатолий Бадхен
- Ирина Понаровская: миньон из 4-х песен, фирма звукозаписи «Мелодия» (звукорежиссёр Динов В. Г.) (1976)[10];
- Андрей Петров: Музыка из к/ф «Синяя птица», фирма «Мелодия» (звукорежиссёр Динов В. Г.) (1977)[10];
- «Воспоминание», фирма «Мелодия» (1980)[11];
- «Каждый вечер», фирма «Мелодия» (1981)[11];
- Тихон Хренников: Песни, фирма «Мелодия» (звукорежиссёр Динов В. Г.) (1981)[10];
- Вениамин Баснер: Кантата «Вечный огонь», фирма «Мелодия» (звукорежиссёр Динов В. Г.) (1982)[10];
- Владислав Успенский: «Найди меня», песни, фирма «Мелодия» (звукорежиссёр Динов В. Г.) (1982)[10];
- Валерий Гаврилин: «Военные письма», сюита из «балета Анюта», фирма «Мелодия» (звукорежиссёр Динов В. Г.) (1983)[10];
- «Приглашение», фирма «Мелодия» (1984)[11];
- Песни В. Баснера на стихи М. Матусовского поют Л. Голубкина и А. Миронов (миньон из 4-х песен), фирма «Мелодия» (звукорежиссёр Динов В. Г.) (1984)[10];
- Евгений Дога: «Мой Белый Город», фирма «Мелодия» (1984)[10] (1985)[11];
- Андрей Петров: «Любовь Моя — Кино», фирма «Мелодия» (1987)[11][10];
- «Объяснение в любви», компакт диск выпущен фирмой «Бомба-Питер» к 80-летию А. Бадхена (2002)[10].

### St Petersburg State Symphony Orchestra
- Sergey Rachmaninov, Natalia Trull, Konstantin Serovatov, Andrei Anikhanov: Piano Concerto No. 3 — Rhapsody On A Theme Of Paganini, фирма Audiophile Classics (1994)[11];
- Georgy Sviridov, Yuri Serov, Mila Shkirtil, Nikolay Mazhara, Sergey Voloshchuk, Rimsky-Korsakov Music College Female Choir, Boys Of The St Petersburg Radio And Television Children’s Choir: Russia Adrift, фирма Naxos (2017)[11];
- Dmitri Hvorostovsky, Georgy Sviridov, Constantine Orbelian: Russia Cast Adrift, фирма Delos (2017)[11];